# Roland Korsch
 (décembre 2024).
Si vous disposez d'ouvrages ou d'articles de référence ou si vous connaissez des sites web de qualité traitant du thème abordé ici, merci de compléter l'article en donnant les références utiles à sa vérifiabilité et en les liant à la section « Notes et références ».
Roland Korsch, né le 9 août 1979 à Effretikon, est un joueur professionnel suisse de hockey sur glace.

## Carrière en club
- 1988-1991 EHC Illnau-Effretikon (Junior)
- 1991-1998 EHC Frauenfeld (Junior)
- 1998-2005 HC Thurgovie (LNB)
- 2005-2006 HC Thurgovie (1re ligue)
- 2006-2007 HC Thurgovie (LNB)
- 2007-2008 HC Thurgovie (LNB), HC Bienne (LNB) et EHC Frauenfeld (1re ligue)
- 2008-2013 PIKES EHC Oberthurgau (1re ligue)
- 2013-2015 EHC Weinfelden (1re ligue)

## Palmarès
- Promotion en LNB en 2006 avec le HC Thurgovie
- Champion Suisse LNB en 2008 avec le HC Bienne
- Promotion en LNA en 2008 avec le HC Bienne

## Anecdote
- Il est champion suisse de Inline hockey en 2001 avec Wil.